# 东方闻樱
东方闻樱（1963年2月9日—），女，出生于江西，现居于北京，中国影视制片人。曾出演1987版《红楼梦》中的贾探春一角而知名。现为中国电视剧制作中心制片人、中国广播电视协会电视制片委员会常务理事。

## 概述
1983年前，东方闻樱一直在武汉儿童艺术剧院工作，当过演员、制片人、导演、编导，后以场记的身份进入《红楼梦》剧组而被导演王扶林看中出演贾探春一角。
《红楼梦》拍摄完毕后，东方闻樱的知名度大涨，她也从武汉来到中国电视剧制作中心工作，后又去了长春电影制片厂，拍摄了了不少电视剧。1994年，正式放弃演员的工作，专心从事制片、导演。

## 简历
- 1979年开始参加影视拍摄工作
- 1982年开始制作电视剧，担任监制、制片人，期间拍摄了《红楼梦》
- 1990年担任电影独立制片人兼发行人
- 1996年至今，任中央电视台中国电视剧制作中心制片人

## 制片、导演作品

### 电影
- 1990年《追赶太阳的人们》
- 1991年《浴血红马车》
- 1992年《死不回头》
- 1992年《地狱大搏杀》
- 1994年《傍晚她敲开了我的门》

### 电视剧
- 1996年《金猴小队》
- 1997年《双筒望远镜》
- 1999年《华丽瞬间》
- 2000年《走过斑马线》
- 2001年《某年某月某一天》
- 2002年《省委书记》
- 2003年《女子监狱》
- 2004年《今夜无人作证》
- 2005年《老人的故事》
- 2006年《戈壁母亲》
- 2007年《中国女法官》
- 2009年《莲花雨》

## 出演作品

### 电影
- 1981年《台岛遗恨》 饰 演：阿 丑 导演：张 一
- 1987年《问天何时明》 女主角：于立群 导演：马尔路
- 1988年《复仇大世界》 女主角：李秀丽 导演：王学新
- 1989年《命运喜欢恶作剧》 主 演：曲小芸 导演：刘淑安
- 1989年《人奶魔巣》 饰 演：左林燕 导演：郑永明
- 1991年《浴血红马车》 主 演：吉永美惠子 导演：孙 沙
- 1992年《死不回头》 女主角：方 芳 导演：庞 好
- 1994年《傍晚她敲开我的门》 女主角：欧阳琼玛 导演：王凤奎
- 1994年《青铜狂魔》 女主角：邓 虹 导演：顾 晶
- 1994年《杀机四伏》 女主角：南天燕 导演：乔克吉
- 1994年《白日女鬼》 女主角：阿 雪 导演：赵文炘

### 电视剧
- 1980年《路》 女主角：梁小凤 导演：胡家森、高方正
- 1983-1986年《红楼梦》 主 演：贾探春 导演：王扶林
- 1983年《保姆》 饰 演：妹 妹 导演：潘 霞
- 1988年《禅师与琴娘》 女主角：琴 娘 导演：马秉煜
- 1988年《白莲艳事》 女主角：王聪儿 导演：陈福黔
- 1989年《江湖恩仇录》 女主角：黑凤凰 导演：陈福黔
- 1995年《穿红马甲的女人》 女主角：林 羽 导演：李亚威
- 1995年《都市恋情》 女主角：沈小桔 导演：庞 好
- 1996年《东周列国春秋篇》 饰 演：伯 嬴 导演：沈好放
- 1996年《热血天歌》 主 演：方红梅 导演：马鲁剑
- 1998年《好汉的梦》 主 演：林霜梅 导演：夏传林